# Ceratagallia emarginata
Ceratagallia emarginata är en insektsart som beskrevs av Hamilton 1998. Ceratagallia emarginata ingår i släktet Ceratagallia och familjen dvärgstritar. Inga underarter finns listade i Catalogue of Life.